# Gacrux
Gacrux (Gamma Crucis / γ Cru) es una estrella en la constelación de la Cruz del Sur, definiendo el extremo superior de la «cruz». Su nombre es un acrónimo de «Gamma Crucis», probablemente dado por los navegantes de los mares del sur al referirse a esta estrella, pues sólo es visible al sur del trópico de Cáncer y no fue bautizada por los antiguos.

## Brillo
Gacrux es la tercera estrella más brillante de su constelación detrás de Acrux (α Crucis) y Mimosa (β Crucis). Con magnitud aparente +1.63, es la vigesimosexta estrella más brillante del cielo nocturno. Pero en banda J —ventana en el infrarrojo cercano centrada a 1.25 μm— es, con magnitud −1.99, la quinta estrella más brillante después de Betelgeuse (α Orionis), R Doradus, Arturo (α Bootis) y Aldebarán (α Tauri).

## Características físicas
Gacrux es una gigante roja de tipo espectral M3.5III con una temperatura superficial de 3400 K. Con un radio 73 veces más grande que el radio solar, si estuviera en el lugar del Sol su superficie se extendería hasta la mitad de la órbita de Venus. Visualmente tiene una luminosidad 140 veces mayor que la del Sol, pero si se incluye la radiación infrarroja emitida por la estrella, su luminosidad es 1500 veces superior a la luminosidad solar.
Con una masa estimada igual o menor a tres masas solares, el estado evolutivo de Gacrux es incierto. Desde su superficie sopla un fuerte aunque variable viento estelar. Más evolucionada que otras gigantes cercanas como Pólux (β Geminorum) o Capella (α Aurigae), lo más probable es que esté terminando la fusión de helio en su núcleo, incrementando su luminosidad por segunda vez (el primer aumento en luminosidad tiene lugar al finalizar la fusión del hidrógeno, en la etapa de secuencia principal). El hecho de que sea una variable semirregular, con una fluctuación en su brillo de unas décimas de magnitud, apoya esta hipótesis.
Situada a 88 años luz de distancia, Gacrux es la gigante roja más cercana al sistema solar.

## Posibles acompañantes
A 2 minutos de arco de Gacrux se puede observar una estrella acompañante de magnitud +6.4 y tipo A3 que puede ser resuelta con binoculares. Aunque está catalogada como Gacrux B (HD 108925), en realidad está cuatro veces más alejada y, por lo tanto, no está gravitacionalmente unida a Gacrux.
Sin embargo, Gacrux puede tener una compañera real, ya que está considerada como una estrella de bario «leve». En estas estrellas, la presencia de bario se asocia a vientos procedentes de una compañera que evolucionó fuera de la secuencia principal primero; dicha compañera, probablemente una enana blanca, es de difícil detección. Esta hipotética acompañante podría ser hoy varios cientos de veces menos luminosa que el Sol, con una masa entre 0.6 y 1.4 masas solares y un diámetro inferior al 1 % del solar.